# هیپولیتوس‌هوف
هیپولیتوس‌هوف (به هلندی: Hippolytushoef) یک منطقهٔ مسکونی در هلند است که در Hollands Kroon واقع شده‌است. هیپولیتوس‌هوف ۴٬۲۱۷ نفر جمعیت دارد.